# 瑞典國家男子排球隊
瑞典國家男子排球隊（瑞典語：Sveriges herrlandslag i volleyboll）是瑞典的國家男子排球隊。瑞典在1961年加入國際排球聯合會。瑞典在國際賽事中成績最好的一次是在1989年，瑞典在這一年於斯德哥爾摩舉辦的歐洲男子排球錦標賽上獲得了亞軍。

## 外部連結
- 瑞典國家男子排球隊 （页面存档备份，存于）
- 瑞典排球協會 （页面存档备份，存于） （瑞典語）